# Heybat Beyg
Heybat Beyg är en ort i Iran.   Den ligger i provinsen Östazarbaijan, i den nordvästra delen av landet, 500 km nordväst om huvudstaden Teheran. Heybat Beyg ligger 1 909 meter över havet och antalet invånare är 130.
Terrängen runt Heybat Beyg är kuperad. Runt Heybat Beyg är det ganska glesbefolkat, med 27 invånare per kvadratkilometer. Närmaste större samhälle är Mehtarlū, 6,8 km nordost om Heybat Beyg. Trakten runt Heybat Beyg består i huvudsak av gräsmarker.